# Sinn Sage
Sinn Sage (nascuda el 4 d'octubre de 1983 a Arcata, Califòrnia) és el nom artístic de Rachel Henry, una actriu pornogràfica i model eròtica estatunidenca coneguda per les seves intenses escenes lèsbiques en les quals sempre aconsegueix portar a l'orgasme a les actrius amb les quals interactua
Va entrar a la indústria d'adults el 2003 amb 19 anys després d'haver aparegut a la darrera pàgina del LA Weekly, i ha participat en més de 500 pel·lícules. En maig de 2009, Sinn Sage va patir una caiguda mentre practicava surf de neu a Vancouver, Canadà. Va rebre un cop en el cap i els metges van haver de provocar-li un coma induït. Es va recuperar plenament després de diverses setmanes. En 2015 va rebre el Premi AVN a la millor actriu lesbiana de l'any. Participa en diversos podcast parlant sobre sexualitat com Wrestling with Fetish, Secular Sexuality, Albert’s Nightmare, Albert’s Nightmare, Mix Masta B Radio, The Happy Hour. Ha donat classe de sexualitat queer a la Universitat de Rhode Island el 2022.